# Rivellia acuticornis
Rivellia acuticornis är en tvåvingeart som beskrevs av Frey 1932. Rivellia acuticornis ingår i släktet Rivellia och familjen bredmunsflugor. Inga underarter finns listade i Catalogue of Life.